# Dvoručno bacanje kugle na Olimpijskim igrama
Osvajači olimpijskih medalja u atletskoj disciplini dvoručno bacanje kugle, koja se našla u programu Igara samo jedanput i održana samo u muškoj konkurenciji, prikazani su u sljedećoj tablici:
| Olimpijske igre | Zlato            | Zlato   | Srebro                 | Srebro  | Bronca                | Bronca  |
| Stockholm 1912. | Ralph Rose (SAD) | 27,70 m | Patrick McDonald (SAD) | 27,53 m | Elmer Niklander (FIN) | 27,14 m |